# Ambato
Ambato, también conocida como San Juan Bautista de Ambato es una ciudad ecuatoriana; cabecera cantonal del Cantón Ambato y capital de la Provincia de Tungurahua, así como la urbe más grande y poblada de la misma. Se localiza al centro de la Región interandina del Ecuador, en la hoya del río Patate, atravesada por el río Ambato, a una altitud de 2580 m s. n. m. y con un clima templado andino de 15,7 °C en promedio.
Es llamada «Ciudad de las Flores y las Frutas», o también «Cuna de los tres Juanes». En el censo de 2022 tenía una población de 177.316 habitantes, lo que la convierte en la undécima ciudad más poblada del país. La ciudad es el núcleo del área metropolitana de Ambato, la cual está constituida además por ciudades y parroquias rurales cercanas. El conglomerado alberga a 551.698 habitantes, y ocupa la quinta posición entre las conurbaciones del Ecuador.
La ciudad fue destruida varias veces por terremotos y erupciones volcánicas. El último de estos terremotos se dio el 5 de agosto de 1949, un terremoto con epicentro en la ciudad de Pelileo, en el sector conocido como Chacauco; afectó a Ambato en casi su totalidad, pero gracias a la tenacidad de sus habitantes, logró levantarse nuevamente en menos de dos años. Es uno de los más importantes centros administrativos, económicos, financieros y comerciales del Ecuador. Las actividades principales de la ciudad son el comercio, la industria y la agricultura.

## Toponimia
La denominación Ambato proviene probablemente de la voz Hambatu o Jambatu, que podría traducirse como la Colina de la Rana. Lo dicho, puesto que tradicionalmente se conoce que en quichua designa a un renacuajo propio del río del mismo nombre que cruza la urbe Ambato.
- Tres Juanes: Juan Montalvo, Juan León Mera, Juan Benigno Vela, fueron muy importantes para la formación de la cultura del pueblo ambateño, Juan Montalvo inculcó en los ambateños la valentía, Juan León Mera la pasión por las letras y Juan Benigno Vela la importancia de la literatura; lo que hace un pueblo luchador con respeto, educación y valores, esto ha permitido que Ambato sea la ciudad «Cosmopolita». Muchos sostienen que en realidad son cuatro Juanes, tomando en cuenta a Juan Bautista Luis Alfredo Martínez. Importante escritor, pintor y político ecuatoriano.

## Historia

### Época prehispánica
En la presencia humana en la región existen evidencias que la datan hace aproximadamente 2000 años. Fue asentamiento de la cultura Panzaleo. Los Panzaleos poblaron Tungurahua y Cotopaxi, extendiéndose hasta Carchi, y constituyeron una de las etnias más representativas de la región de la Sierra durante el período de integración regional. Antes de la conquista de los españoles, las tierras que conforman esta provincia estuvieron habitadas por los altivos Hambatus, pueblo independiente que a su vez estaba dividido en cuatro tribus: Quisapinchas, Izambas, Huachis y Píllaros; y aunque no existieron en su territorio ciudades muy populosas, este se caracterizó por su riqueza agrícola y la benignidad de su clima. Estos pobladores se organizaban en tribus las cuales eran regidas por el más anciano de la tribu, y las principales eran las de los hambatos, huapantes, píllaros, quisapinchas e izambas, etc. El actual territorio también se hallaban parcialidades de los puruhas y panzaleos, posteriormente los grupos indígenas que se formaron aquí habrían sido anexionados a la civilización Inca a comienzos del siglo XIV. En el período del incario, sobresale que en el año de 1530, en las cercanías del actual Ambato, Atahualpa venció a su medio hermano Huáscar dentro de la guerra de sucesión por el Trono Inca.

### Época colonial

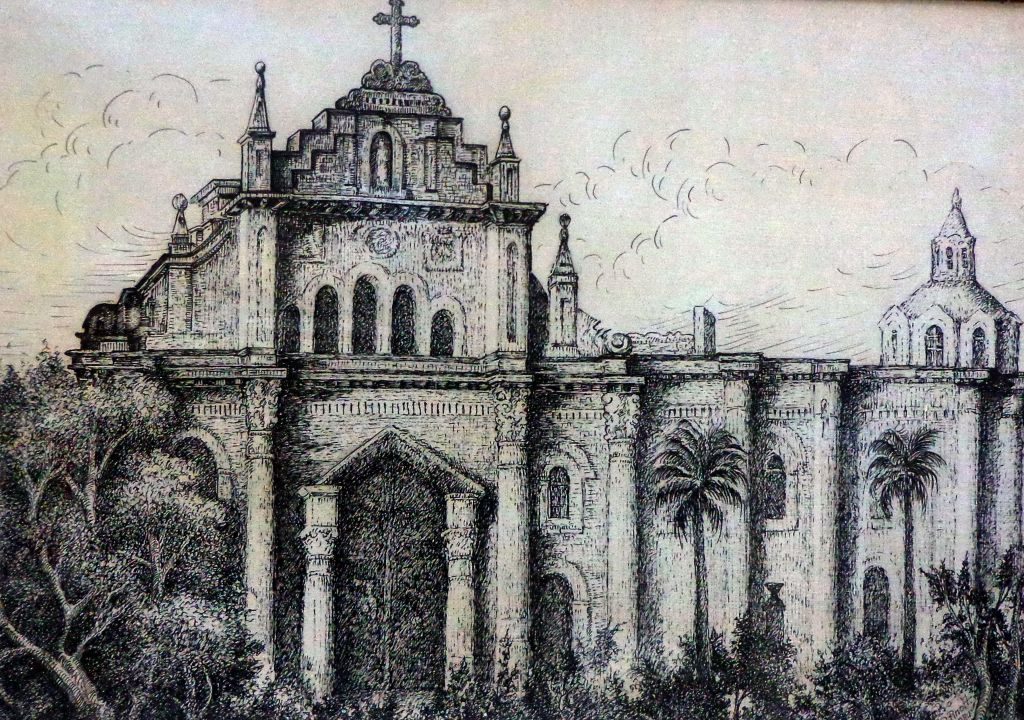
Antigua Iglesia «La Matriz», destruida por el terremoto de 1949.

Sobre este primer poblado se levantó la villa de Ambato, el 24 de agosto del año de 1534 siendo su fundador Sebastián de Benalcázar. El primer Ambato estuvo situado a la orilla derecha del río del mismo nombre, en el barrio comprendido entre lo que hoy es el Socavón. En el año de 1570 por orden del presidente de la Real Audiencia de Quito, vino Antonio de Clavijo con el encargo de delinear las calles, plazas y señalar el sitio donde debía construirse la iglesia. En 1603 el Obispo Solís mandó a construir un nuevo templo, los trabajos se iniciaron el 24 de junio, día de San Juan, en su honor fue bautizada la ciudad con el nombre de San Juan Bautista de Ambato.
La primera ciudad de Ambato tuvo su fin trágico el día jueves 20 de junio de 1698, pues a la una de la mañana un temblor violento destruyó en pocos segundos a casi todas las casas e iglesia del lugar, la mayoría de sus habitantes fueron sorprendidos en pleno sueño y sepultados bajo los escombros de sus propias casas. Perecieron en el sismo más de 556 blancos y 1200 indígenas, de esta primera ciudad no quedó absolutamente nada.
Para la segunda fundación de Ambato, el fiscal Antonio de Ron, previa la compra de las tierras a los indígenas quisapinchas, fundó la segunda ciudad de Ambato en 1698. Para el año de 1756 contaba ya con unas 550 familias españolas y más o menos unos 6000 indígenas, se presentó entonces una solicitud ante el Virrey de Nueva Granada pidiéndole el ascenso de Ambato a la categoría de Villa, la que fue atendida en octubre del mismo año. Un 4 de febrero de 1797, fuertes temblores abrieron quebradas, hundieron montañas y destruyeron nuevamente Ambato, perecieron más de 200 personas y muchas casas e iglesias se vinieron al suelo, destruyendo acequias y obrajes, ocasionando un enorme retraso a todo el poblado.
Parecería que el primer testimonio escrito en castellano en que consta Ambato sería el texto del cronista Pedro Cieza de León, denominado Crónica del Perú. En la tercera parte de esta obra, Capítulo LIX, se hace referencia al nombre indicándose que cerca de allí habríase preparado el ejército de Rumiñahui para resistir al avance español.
En relación con las características precolombinas del lugar, el mismo Pedro Cieza de León señala en el Capítulo XLII de la antedicha obra que se tratarían de aposentos «ordinarios y depósitos de las cosas que por los delegados del Inga era mandado, y obedecían al mayordomo mayor, que estaba en la Tacunga (actual Latacunga)». Habría sido entonces un punto de reposo (tambo) en el Camino del Inca (Qapaq Ñan), estratégicamente ubicado entre los equivalentes aposentos de Muliambato (actual Salcedo) y los ya grandes suntuosos aposentos de Mocha.
Dentro de la época colonial se la refundó como Asiento de Ambato a manos del Capitán Antonio Clavijo el día 6 de diciembre de 1698 como circunscripción dentro del Corregimiento de Riobamba. Posteriormente, a pedido de sus habitantes y con orden judicial de la Real Audiencia de Quito, adquirió la categoría de Villa de Ambato el 26 de abril de 1757. Con esta refundación por parte de los conquistadores españoles alcanzó una cierta posición como nodo comercial en la región. De esta forma para 1785 contaba ya con un total de 52.303 habitantes.

### Primera imprenta e independencia
En la ciudad de Ambato, traída por los jesuitas, se ubicó en el 1755 la primera imprenta que llegó al actual territorio ecuatoriano, y una de las primeras en América del Sur. La imprenta de Ambato era de los jesuitas, y así se llamaba imprenta de la Compañía de Jesús. La pieza más antigua impresa en Ambato es el opúsculo devoto titulado Piissima erga Dei Genitricem devotio. Hambati Typis Societatis Jesu. Año de 1755. La imprenta se conservó en Ambato hasta el año de 1760, no obstante este artefacto fue trasladado luego al seminario de San Luis en Quito, en donde permaneció en uso hasta la expulsión de los jesuitas, que se verificó el 20 de agosto de 1767. Desde ese entonces Ambato se ha distinguido por el afán de difundir la cultura y justicia social mediante un sinnúmero de periódicos y revistas que se han publicado hasta nuestros días tales como «El Centinela», «La Revista Ambato», «El Azote», «La Pluma», «La Gaceta», «Guante Blanco», «Crónica»; y, entre otros «Diario Avance», fundado el 12 de noviembre de 1970, de propiedad del empresario John De Howitt Adatti, fue dirigido hasta 1980, con estricto pluralismo y respeto a la libertad de expresión, por el distinguido hombre de letras, jurisconsulto, catedrático y periodista, Dr. Rodrigo Pachano Lalama, fueron cofundadores: Carlos Proaño Rodríguez, Juan Galora, Paco Arellano, Eduardo Garcés y Gilberto Galarza.
Durante el periodo de supervivencia del llamado Estado de Quito (1811-1812), Ambato fue una de las ocho ciudades que enviaron su representante al Supremo Congreso que se instaló el 11 de octubre de 1811 en el Palacio Real de Quito; obteniendo la diputación el Dr. Miguel Suárez. De igual manera, durante este período la ciudad y sus alrededores fueron elevados a la categoría de Provincia.
El 12 de noviembre de 1820 Ambato declara su independencia. El cantón Ambato formaba parte de la provincia de Chimborazo, pero mediante Decreto del 6 de noviembre de 1831, el Congreso Constitucional del Estado del Ecuador, determinó que Ambato queda agregado a la provincia de Pichincha, considerando que el voto general de los habitantes de esta ciudad, exigía la separación. El 23 de julio de 1860 adquiere la categoría de provincia y el 21 de mayo de 1861 se crea como tal mediante decreto de la Convención Nacional.

### Segunda Constitución Ecuatoriana
En Ambato, en el edificio que actualmente funciona como Gobernación Provincial, se conformó y tuvo su sede la Segunda Convención Nacional Constituyente, realizada el 22 de junio de 1835 y presidida por José Joaquín de Olmedo. En esta carta política se estableció por primera vez el deseo de independencia total del territorio ecuatoriano, en contraposición a la Constitución de 1830, en donde se aceptaba la posibilidad de una federación en el marco de la Gran Colombia.
El hecho de armas más importante que recuerda Ambato es la Batalla de Miñarica, que se libró en las afueras de la ciudad. El triunfo de los partidarios de Vicente Rocafuerte, comandados por Juan José Flores, resultó decisivo, y les aseguró el control de todo el territorio de Ecuador. La ciudad no fue afectada por los combates. De este suceso político existen también en la ciudad una plaza y un monumento que lo conmemoran.

### Terremoto de 1949

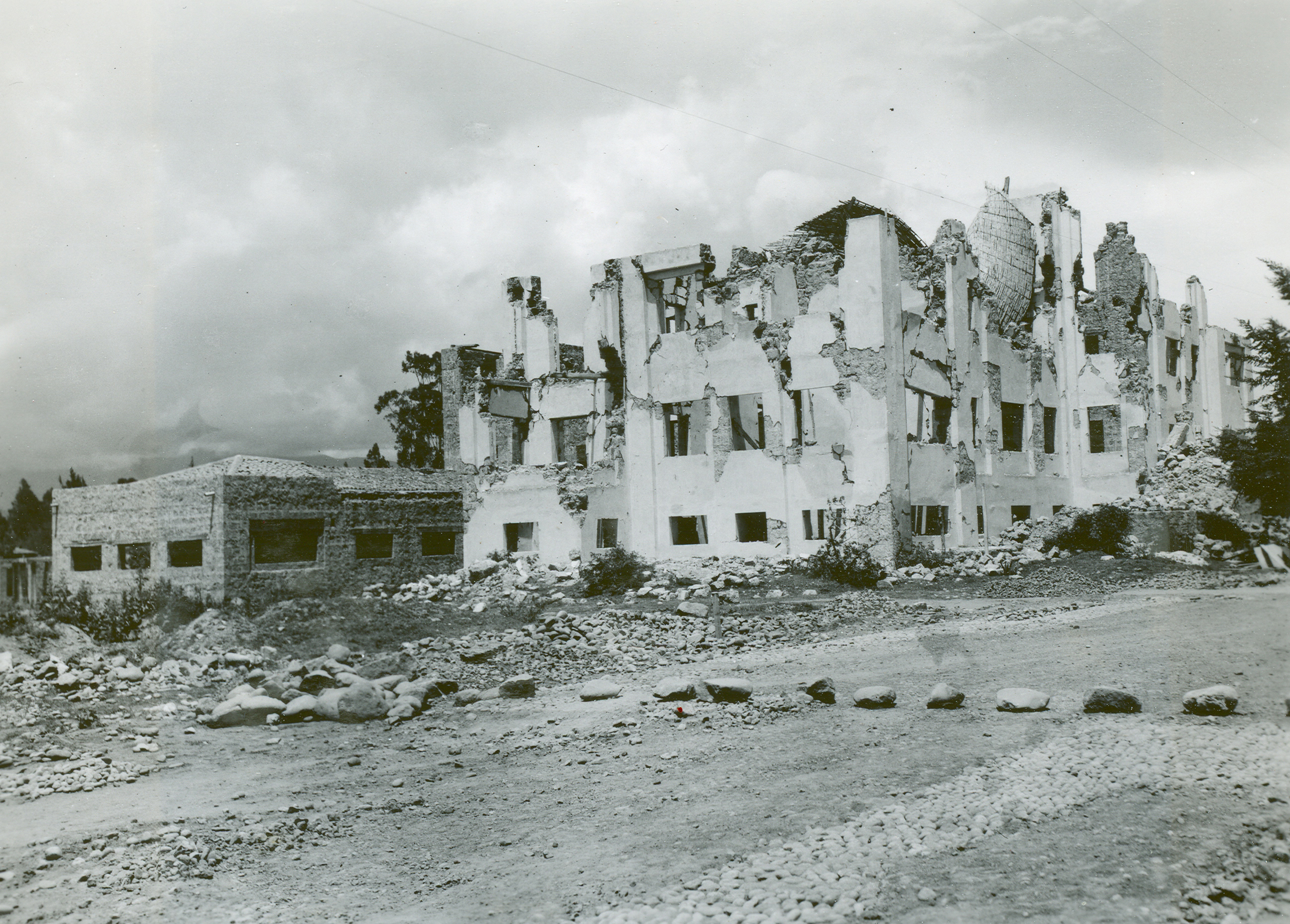
Un hospital arruinado por el sismo en Ambato; el 75 % de sus edificios tuvieron que ser demolidas.

La trágica tarde del 5 de agosto de 1949, se produjo en la vecina ciudad de Pelileo, el trágico terremoto de 1949. El terremoto impactó considerablemente en varias ciudades: destruyó Guano, Patate, Pelileo, Pillaro y un tercio de Ambato. La ciudad de Ambato fue «escenario de angustia y dolor» y describiendo «las puntuaciones de los funerales a través de los escombros». El muy nuevo hospital, se había reducido a cuatro paredes derruidas, y la mayoría de los edificios de la ciudad fueron demolidos. En Pelileo, los socorristas encontraron a las víctimas enterradas, y por agujeros en el suelo los alimentaban. En los días siguientes al terremoto, se produjeron fuertes réplicas, y se precipitaron lluvias torrenciales. Reportes iniciales (alrededor del 7 de agosto) estimaron los muertos en alrededor de 2700 personas. Las ciudades de Patate y Pelileo fueron las que más sufrieron, con 1000 y 1300 muertos respectivamente. En Ambato se reportaron 400 a 500 muertos, y la embajada ecuatoriana en Washington estimó entre 1000 y más de 2000 heridos.
El Presidente del Ecuador, Galo Plaza Lasso, voló a Ambato para hacerse cargo personalmente de los esfuerzos de ayuda primaria. Plaza dirigió los esfuerzos de rescate durante dos días; habiendo puentes aéreos desde Quito, trayendo suministros. En un esfuerzo por ayudar a los habitantes, se celebró un festival de frutas y flores el 29 de junio de 1950. Tal festival fue un suceso, y se convirtió en un evento anual celebrado cada año durante el carnaval. y hoy es un importante atractivo turístico. Ambato fue completamente reconstruida tras el terremoto. La Iglesia Matriz de Ambato fue reemplazada por una nueva catedral en 1954.

## Geografía
Se encuentra en la Cordillera Occidental, está enclavada en una hondonada formada por seis mesetas: Píllaro, Quisapincha, Tisaleo, Quero, Huambaló y Cotaló, lo que le da un clima agradable. Ambato está ubicada a 78°37′11″ de longitud con relación al meridiano de Greenwich y a 1° 13' 28” de latitud sur con relación a la Línea Equinoccial, a 2.577 metros sobre el nivel del mar, 

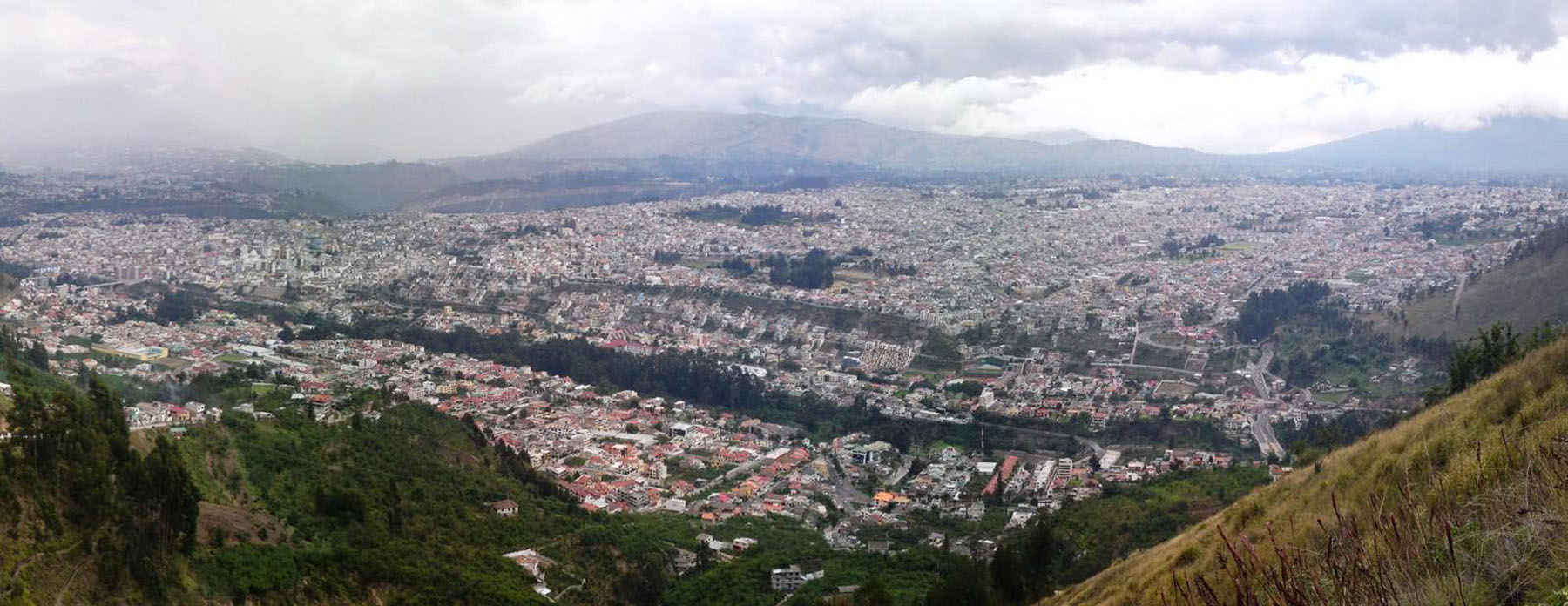
Vista panorámica de la ciudad de Ambato

### Clima
De acuerdo con la clasificación climática de Köppen, Ambato experimenta un clima templado ecuatorial de montaña (Csbi), el cual se caracteriza por pequeñas oscilaciones térmicas diurnas y anuales, gozando de un clima primaveral durante todo el año. Debido a que las estaciones del año no son sensibles en la zona ecuatorial, tiene exclusivamente dos estaciones: un poco pluvioso y fresco invierno, que va de octubre a abril, y un «verano» seco y ligeramente más frío, entre mayo y septiembre. 
Su temperatura promedio anual es de 15,7 °C; siendo noviembre el mes más cálido, con un promedio de 16,6 °C, mientras julio es el mes más frío, con 14,2 °C en promedio. Es un clima isotérmico, con una amplitud térmica anual inferior a 3 °C entre el mes más frío y el más cálido. En cuanto a la precipitación, goza de pocas lluvias durante el invierno, mientras el verano bastante seco. Los índices de precipitación rondan los 550 mm por año; hay una diferencia de 72,2 mm de precipitación entre los meses más secos y los más húmedos; abril (16 días) tiene los días más lluviosos por mes en promedio, mientras la menor cantidad de días lluviosos se mide en septiembre (12 días). La humedad relativa también es constante, con un promedio anual de 73,2%. 
| Parámetros climáticos promedio de Ambato, Ecuador | Parámetros climáticos promedio de Ambato, Ecuador | Parámetros climáticos promedio de Ambato, Ecuador | Parámetros climáticos promedio de Ambato, Ecuador | Parámetros climáticos promedio de Ambato, Ecuador | Parámetros climáticos promedio de Ambato, Ecuador | Parámetros climáticos promedio de Ambato, Ecuador | Parámetros climáticos promedio de Ambato, Ecuador | Parámetros climáticos promedio de Ambato, Ecuador | Parámetros climáticos promedio de Ambato, Ecuador | Parámetros climáticos promedio de Ambato, Ecuador | Parámetros climáticos promedio de Ambato, Ecuador | Parámetros climáticos promedio de Ambato, Ecuador | Parámetros climáticos promedio de Ambato, Ecuador |
| Mes                                               | Ene.                                              | Feb.                                              | Mar.                                              | Abr.                                              | May.                                              | Jun.                                              | Jul.                                              | Ago.                                              | Sep.                                              | Oct.                                              | Nov.                                              | Dic.                                              | Anual                                             |
| ------------------------------------------------- | ------------------------------------------------- | ------------------------------------------------- | ------------------------------------------------- | ------------------------------------------------- | ------------------------------------------------- | ------------------------------------------------- | ------------------------------------------------- | ------------------------------------------------- | ------------------------------------------------- | ------------------------------------------------- | ------------------------------------------------- | ------------------------------------------------- | ------------------------------------------------- |
| Temp. máx. abs. (°C)                              | 29                                                | 26                                                | 32                                                | 25                                                | 30.4                                              | 29                                                | 31                                                | 25.3                                              | 29                                                | 25.2                                              | 29                                                | 29                                                | 32                                                |
| Temp. máx. media (°C)                             | 21.7                                              | 21.1                                              | 21.1                                              | 21.1                                              | 20.4                                              | 19.5                                              | 18.7                                              | 19.4                                              | 20.6                                              | 21.8                                              | 22.7                                              | 21.5                                              | 20.8                                              |
| Temp. media (°C)                                  | 16.4                                              | 16.2                                              | 16.2                                              | 16.2                                              | 15.8                                              | 15.0                                              | 14.2                                              | 14.4                                              | 14.9                                              | 16.1                                              | 16.6                                              | 16.2                                              | 15.7                                              |
| Temp. mín. media (°C)                             | 11.1                                              | 11.4                                              | 11.4                                              | 11.4                                              | 11.2                                              | 10.5                                              | 9.8                                               | 9.3                                               | 9.2                                               | 10.4                                              | 10.6                                              | 11.0                                              | 10.6                                              |
| Temp. mín. abs. (°C)                              | 3.3                                               | 2.8                                               | 3.9                                               | 1.1                                               | 0.0                                               | −0.6                                              | −1.7                                              | −1.1                                              | 2.2                                               | −0.6                                              | −0.6                                              | 1.1                                               | −1.7                                              |
| Precipitación total (mm)                          | 59.0                                              | 60.8                                              | 82.7                                              | 58.2                                              | 52.4                                              | 16.4                                              | 10.5                                              | 15.4                                              | 49.8                                              | 60.8                                              | 60.2                                              | 47.2                                              | 573.4                                             |
| Días de precipitaciones (≥ 1.0 mm)                | 12                                                | 12                                                | 15                                                | 16                                                | 15                                                | 14                                                | 13                                                | 13                                                | 12                                                | 13                                                | 13                                                | 12                                                | 160                                               |
| Horas de sol                                      | 175                                               | 135                                               | 135                                               | 130                                               | 145                                               | 140                                               | 150                                               | 155                                               | 145                                               | 165                                               | 170                                               | 175                                               | 1820                                              |
| Humedad relativa (%)                              | 66                                                | 74                                                | 78                                                | 75                                                | 77                                                | 78                                                | 76                                                | 73                                                | 71                                                | 70                                                | 69                                                | 71                                                | 73.2                                              |
| Fuente n.º 1: Climas y viajes                     |                                                   |                                                   |                                                   |                                                   |                                                   |                                                   |                                                   |                                                   |                                                   |                                                   |                                                   |                                                   |                                                   |
| Fuente n.º 2: Meoweather                          |                                                   |                                                   |                                                   |                                                   |                                                   |                                                   |                                                   |                                                   |                                                   |                                                   |                                                   |                                                   |                                                   |

## Política

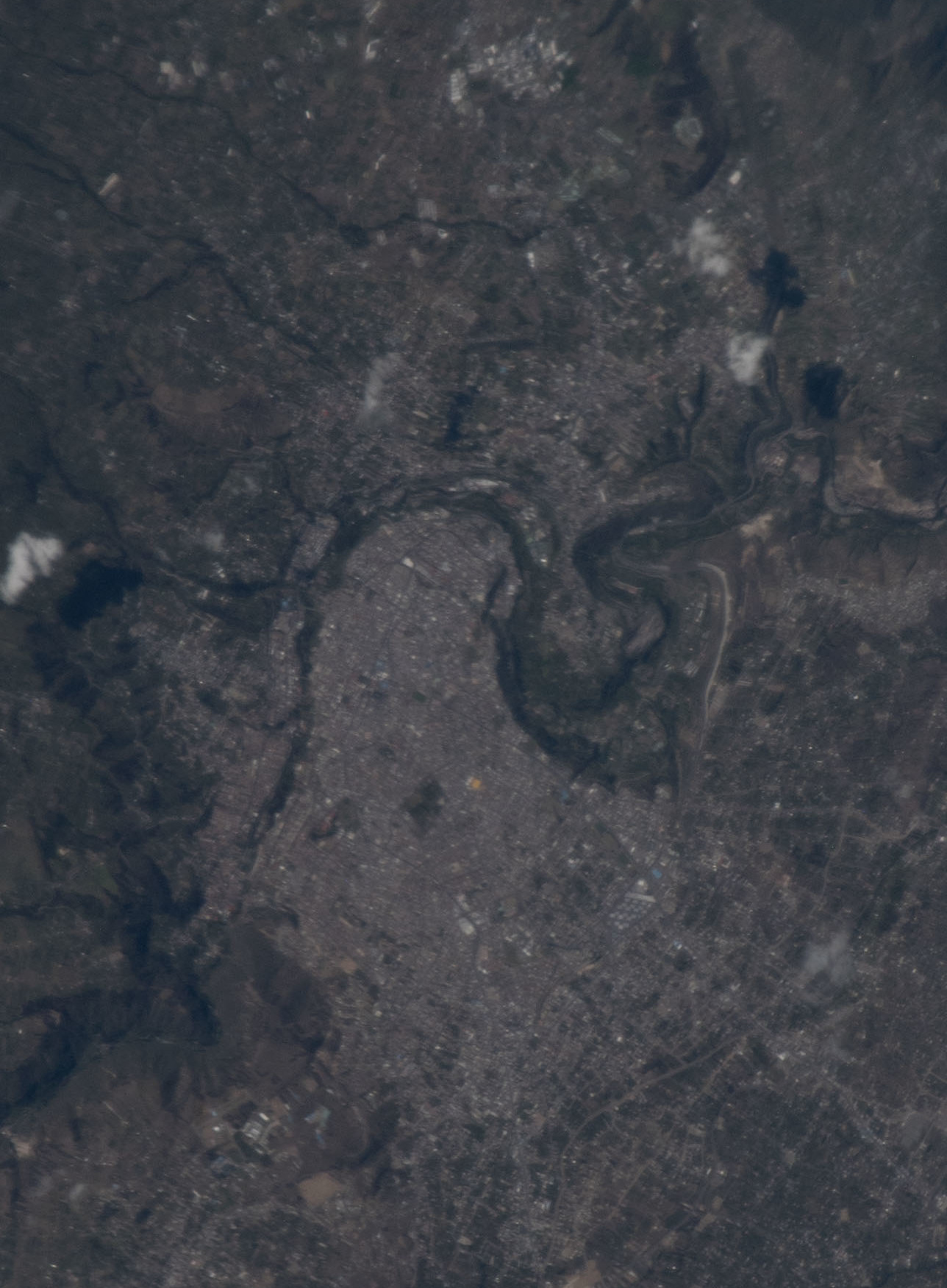
Vista aérea de la ciudad de Ambato.

Territorialmente, la ciudad de Ambato está organizada en 9 parroquias urbanas, mientras que existen 18 parroquias rurales con las que complementa el aérea total del Cantón Ambato. El término «parroquia» es usado en el Ecuador para referirse a territorios dentro de la división administrativa municipal.
La ciudad y el cantón Ambato, al igual que las demás localidades ecuatorianas, se rige por una municipalidad según lo previsto en la Constitución de la República. El Gobierno Autónomo Descentralizado Municipal de Ambato, es una entidad de gobierno seccional que administra el cantón de forma autónoma al gobierno central. La municipalidad está organizada por la separación de poderes de carácter ejecutivo representado por el alcalde, y otro de carácter legislativo conformado por los miembros del concejo cantonal.
La ciudad de Ambato es la capital de la provincia de Tungurahua, por lo cual es sede de la Gobernación y de la Prefectura de la provincia. La Gobernación está dirigida por un ciudadano con título de Gobernador de Tungurahua y es elegido por designación del propio Presidente de la República como representante del poder ejecutivo del estado. La Prefectura, algunas veces denominada como Gobierno Provincial, está dirigida por un ciudadano con título de Prefecto Provincial de Tungurahua y es elegido por sufragio directo en fórmula única junto al candidato viceprefecto. Las funciones del Gobernador son en su mayoría de carácter representativo del Presidente de la República, mientras que las funciones del Prefecto están orientadas al mantenimiento y creación de infraestructura vial, turística, educativa, entre otras.
La Municipalidad de Ambato, se rige principalmente sobre la base de lo estipulado en los artículos 253 y 264 de la Constitución Política de la República y en el Código Orgánico de Organización Territorial, Autonomía y Descentralización en sus artículos 1 y 5, que establecen la autonomía funcional, económica y administrativa de la Entidad.

### Alcaldía
El poder ejecutivo de la ciudad es desempeñado por un ciudadano con título de Alcalde del Cantón Ambato, el cual es elegido por sufragio directo en una sola vuelta electoral, sin fórmulas o binomios en las elecciones municipales. El vicealcalde no es elegido de la misma manera, ya que una vez instalado el Concejo Cantonal se elegirá entre los ediles un encargado para aquel cargo. El alcalde y el vicealcalde duran cuatro años en sus funciones, y en el caso del alcalde, tiene la opción de reelección inmediata o sucesiva. El alcalde es el máximo representante de la municipalidad y tiene voto dirimente en el concejo cantonal, mientras que el vicealcalde realiza las funciones del alcalde de modo suplente mientras no pueda ejercer sus funciones el alcalde titular.
El alcalde cuenta con su propio gabinete de administración municipal mediante múltiples direcciones de nivel de asesoría, de apoyo y operativo. Los encargados de aquellas direcciones municipales son designados por el propio alcalde. Actualmente, la alcaldesa de Ambato es Diana Caiza, elegida para el periodo 2023 - 2027.

### Concejo cantonal

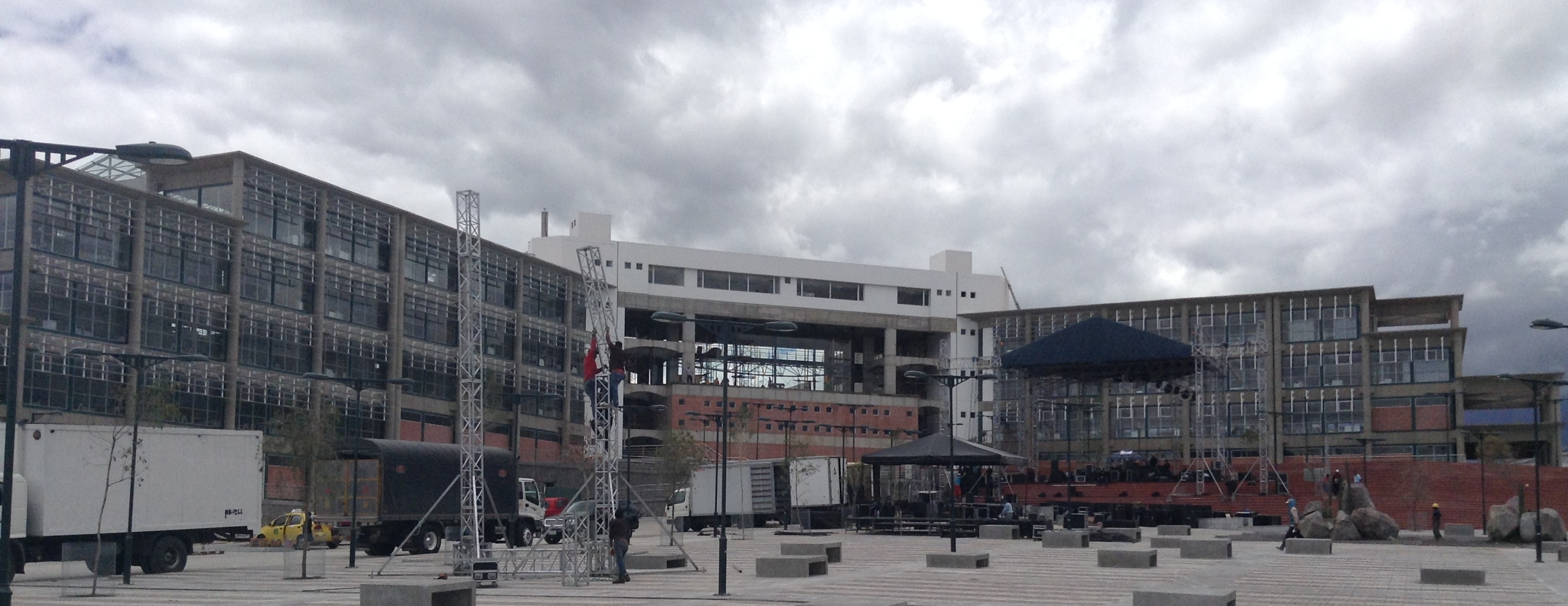
Gobierno Autónomo Descentralizado Municipal de Ambato.

El poder legislativo de la ciudad es ejercido por el Concejo Cantonal de Ambato el cual es un pequeño parlamento unicameral que se constituye al igual que en los demás cantones mediante la disposición del artículo 253 de la Constitución Política Nacional. De acuerdo a lo establecido en la ley, la cantidad de miembros del concejo representa proporcionalmente a la población del cantón.
Ambato posee 13 concejales, los cuales son elegidos mediante sufragio (Sistema D'Hondt) y duran en sus funciones cuatro años pudiendo ser reelegidos indefinidamente. De los trece ediles, 7 representan a la población urbana mientras que 6 representan a las 18 parroquias rurales. El alcalde y el vicealcalde presiden el concejo en sus sesiones. Al recién instalarse el concejo cantonal por primera vez los miembros eligen de entre ellos un designado para el cargo de vicealcalde de la ciudad.

### División política
El cantón se divide en parroquias urbanas y rurales, las rurales son representadas por las Juntas Parroquiales ante el Municipio de Ambato. La parroquias urbanas son:
- Atocha - Ficoa
- Celiano Monge
- Huachi Chico
- Huachi Loreto
- La Matriz
- La Merced
- La Península
- Pishilata
- San Francisco

## Turismo

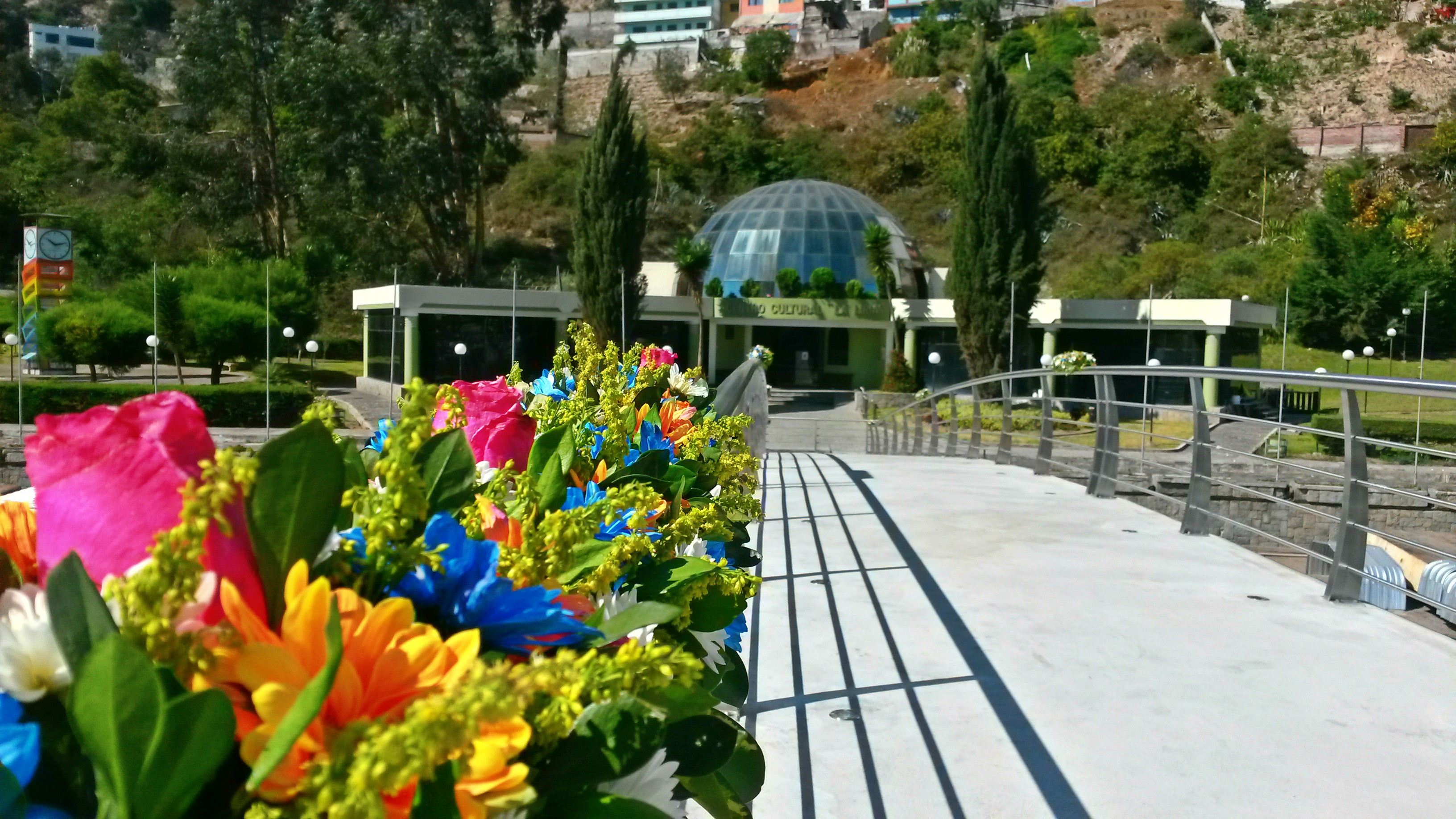
Jardín Histórico Botánico Atocha-La Liria.

Si bien la ciudad de Ambato, ha sido considerada como una ciudad de paso y conexión hacia otros destinos, en la actualidad llama la atención del turismo dada su historia colonial, su diversidad intercultural, sus riquezas paisajísticas y la cercanía a otros núcleos turísticos como Baños, el parque nacional Sangay, etc. Además, la ciudad está rodeada por los volcanes Tungurahua, Carihuairazo, y Chimborazo que conforman el contorno andino. Su agradable clima mediterráneo, muy templado, soleado en verano y campiñesco en invierno son los sellos atrayentes de la urbe andina. A través de los años, Ambato ha incrementado notablemente su oferta turística; actualmente, el índice turístico creció gracias a la campaña turística emprendida durante el gobierno de Rafael Correa: «All you need is Ecuador».
Ambato tiene una variada oferta hotelera. La ciudad cuenta con centros hoteleros de 4 estrellas, las zonas un tanto más alejadas de la urbe disponen de hosterías, haciendas, ranchos y establecimientos de turismo comunitario, y, por último, las zonas de montaña y de campos aprovechan el turismo comunitario, permitiendo la creación de proyectos turísticos distribuidos en cada una de sus parroquias. Varios de ellos ofrecen hospedaje, caminatas, visitas a comunidades indígenas, gastronomía local, artesanías y música. En cuanto al turismo ecológico, la urbe cuenta con espaciosas áreas verdes a su alrededor, y la mayoría de los bosques y atractivos turísticos cercanos están bajo su jurisdicción. La vida nocturna es activa, especialmente los fines de semana y se concentra en diferentes centros como restaurantes, bares, discotecas y demás lugares. A través de los años ha continuado con su tradición comercial, y actualmente en un proceso fundamentalmente económico, apuesta al turismo, reflejándose en los cambios en el ornato de la ciudad. Los destinos turísticos más destacados son:

### Jardín botánico Atocha-La Liria
El Jardín Histórico Botánico Atocha-La Liria, compuesto por una muestra botánica de más de 300 las especies que se encuentran en todo el Ecuador, como también especies introducidas de los cinco continentes. Constituye una verdadera reserva de especies florísticas de la provincia con especies de plantas superiores que se incluyen en 151 géneros y 79 familias botánicas en su mayoría nativas del ecosistema de matorral Seco propio de los valles interandinos de Ecuador. Se han registrado además 7 especies florísticas endémicas de la zona.  El jardín botánico tiene una extensión 14 hectáreas, data del año de 1849, siendo su promotor el Dr. Nicolás Martínez Vasconez, el cual adquiere las propiedades que conforma la Quinta La Liria. posteriormente Municipio de Ambato decide sumar la Quinta Atocha para formar el Jardín Botánico Atocha-La Liria. Dentro del lugar, además de la gran muestra botánica, existen dos museos: la Casa Museo Martínez-Holguín, ubicada en La Liria y la Casa Museo Juan León Mera en Atocha. En estos lugares habitaron algunos de los personajes históricos de la ciudad.

### Otros sitios

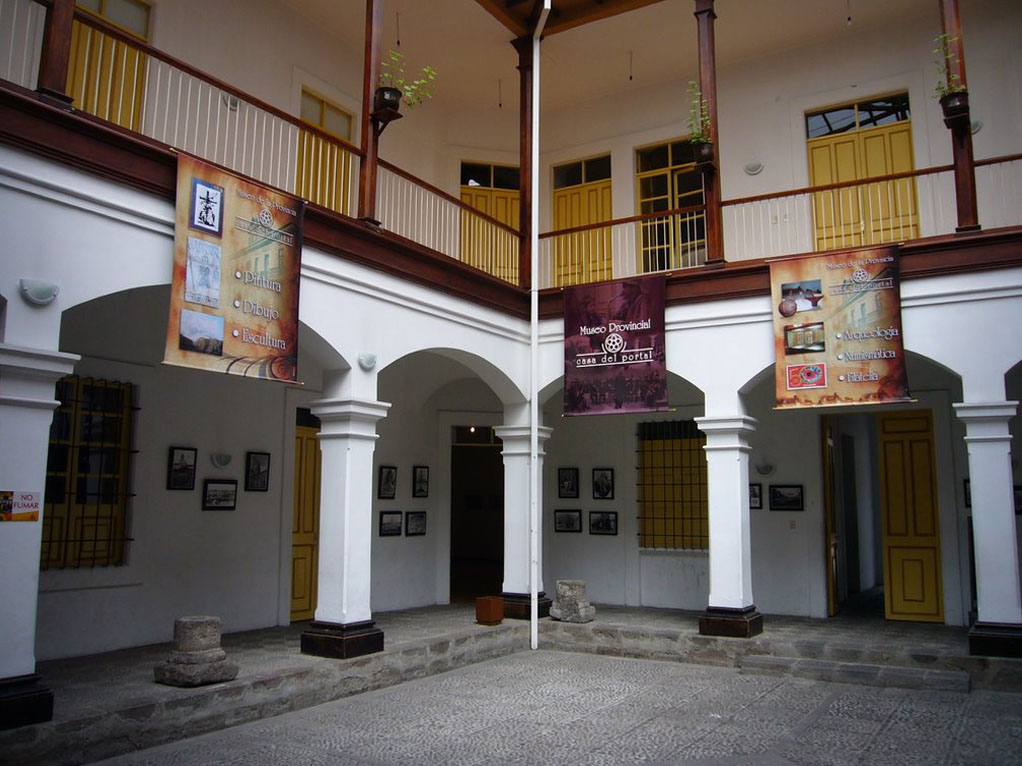
Interior de la Casa del Portal

- Monumento a Montalvo y entorno: Catedral, Casas del Portal, Gobernación, Municipalidad, Casa de la Cultura.
- Monumento a Pedro Fermín Cevallos y entorno: Escuela la Providencia, Colegio Bolívar.
- Monumento a Neptalí Sancho y entorno: Iglesia de la Merced, Teatro de la escuela Juan Benigno Vela y Piscina Municipal La Merced.
- Casa museo y mausoleo de Juan Montalvo.
- Quinta de Juan Montalvo en Ficoa.
- Mirador de la loma de Santa Elena (Pinllo) y monumento a la Primera Imprenta.
- Mirador de la loma del Casigana (Santa Rosa)

## Transporte
Ambato cuenta con una red de carreteras que la unen con las poblaciones cercanas de su provincia especialmente con Baños, también se encuentra bien comunicada con la capital del país, Quito y con Guayaquil. Aunque Ambato tiene un aeropuerto, no está operativo. Dentro de la ciudad la forma más cómoda de transportarse es en taxi, Ambato es una de las ciudades del mundo con mayor número de taxis por habitante, las tarifas son muy económicas y la calidad del servicio es muy bueno. En las últimas décadas la «Ciudad Jardín del Ecuador» ha experimentado un considerable incremento poblacional de la ciudad, por ello, cuenta con una amplia red de autobuses que abarcan todos los rincones de su área metropolitana y con los que se conecta fácilmente con el centro y las zonas comerciales. La fluidez de los autos particulares en sus avenidas también hacen recomendable el uso de este transporte por la ciudad, al igual que el de las motos.

## Parques

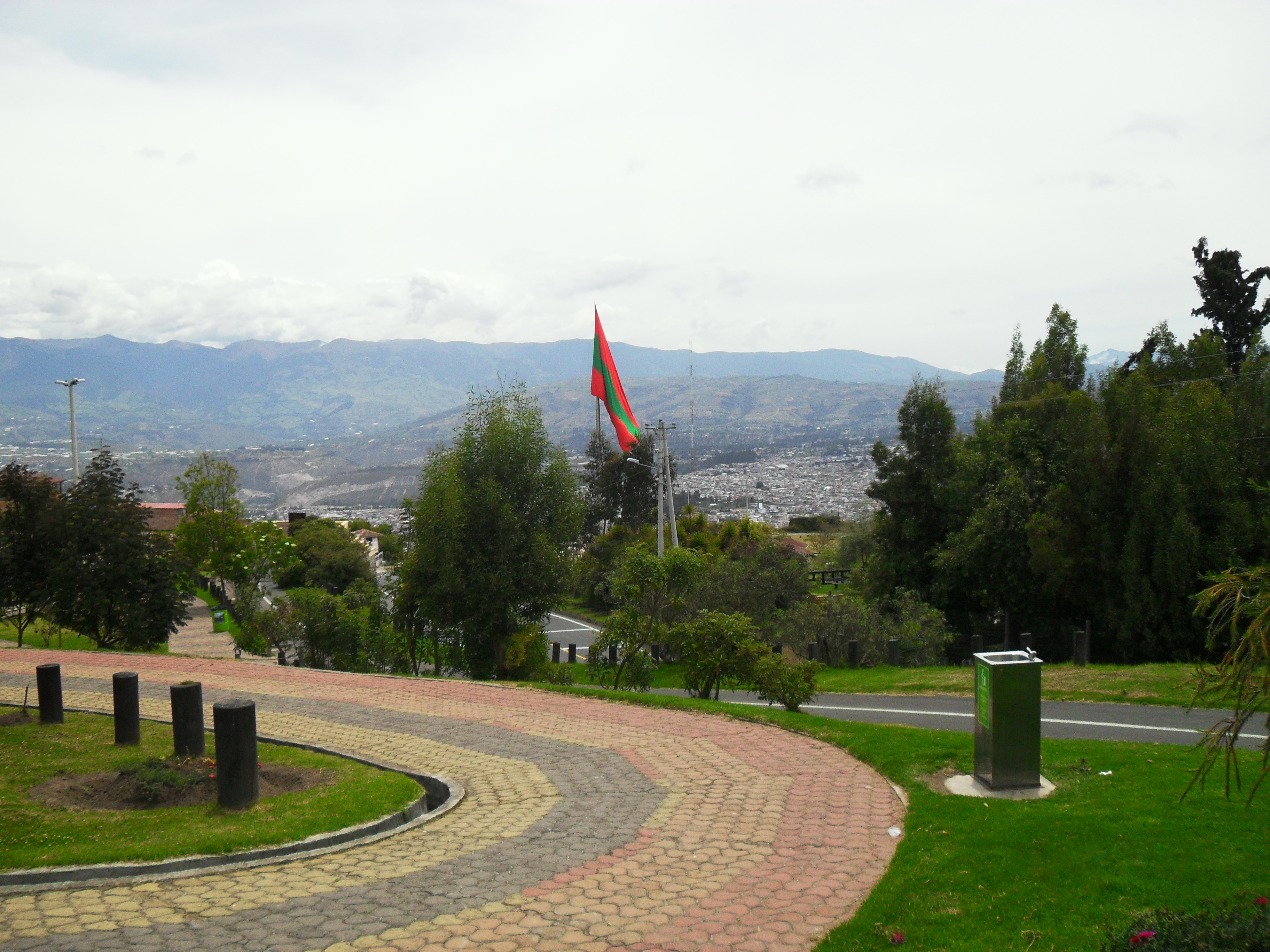
Parque Provincial de la Familia.

- Parque Juan Montalvo
- Parque Cevallos
- Parque 12 de Noviembre
- Parque de la Merced
- Parque Juan Benigno Vela
- Parque de Atocha
- Parque Provincial de la Familia
- Parque del Socavón
- Parque El Sueño
- Parque Luis A. Martínez
- Parque de las Flores
- Parque del Deporte
- Parque Troya
- Parque de la Presidencial
- Parque del City Bank
- Parque La Cantera

## Educación
La ciudad cuenta con buena infraestructura para la educación, tanto pública como privada. La educación pública en la ciudad, al igual que en el resto del país, es gratuita hasta la universidad (tercer nivel) de acuerdo a lo estipulado en el artículo 348 y ratificado en los artículos 356 y 357 de la Constitución Nacional. Varios de los centros educativos de la ciudad cuentan con un gran prestigio. La ciudad está dentro del régimen Sierra por lo que sus clases inician los primeros días de septiembre y luego de 200 días de clases se terminan en el mes de julio.

### Universidades

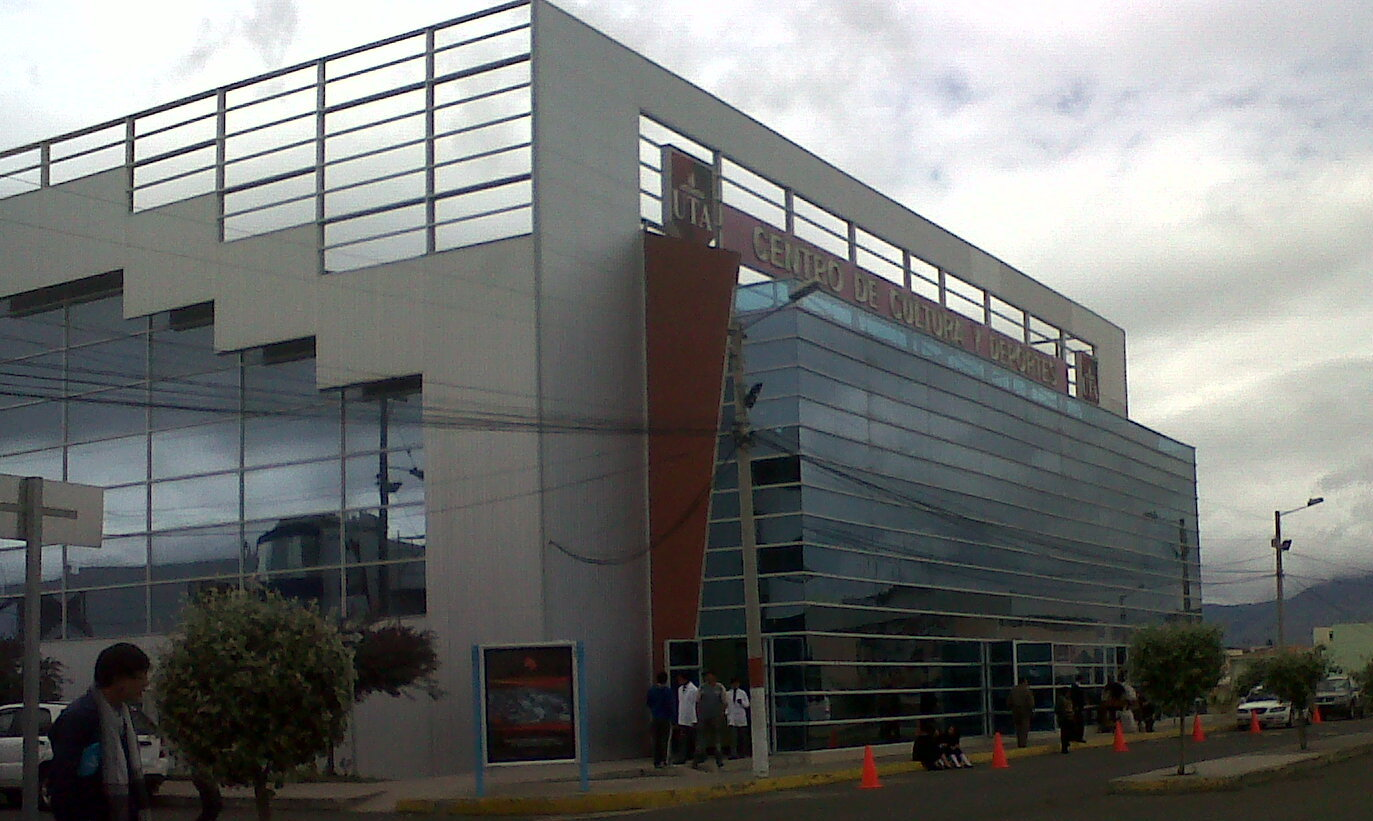
Centro de cultura y deportes de la Universidad Técnica de Ambato.

La ciudad y sus alrededores cuentan con varias universidades de pregrado y postgrado, una de ellas la Universidad Técnica de Ambato, institución fiscal creada el 18 de abril de 1969, según la legislación ecuatoriana. Ofrece carreras en muchos campos de las ciencias y las humanidades. 
Otros centros de educación superior tanto propios como sedes en la ciudad son:
|  | Siglas   | Universidad                                 |                                                                                       | Ciudad matriz |
|  | -------- | ------------------------------------------- | ------------------------------------------------------------------------------------- | ------------- |
|  | UTA      | Universidad Técnica de Ambato               | Bandera de Ambato                                                                     | Ambato        |
|  | UNIANDES | Universidad Regional Autónoma de los Andes  | Bandera de Ambato                                                                     | Ambato        |
|  | UTI      | Universidad Tecnológica Indoamérica         | Bandera de Ambato                                                                     | Ambato        |
|  | PUCE     | Pontificia Universidad Católica del Ecuador | Bandera de Quito                                                                      | Quito         |
|  | UTPL     | Universidad Técnica Particular de Loja      | [[Archivo:\|class=notpageimage noviewer\|20x20px\|border\|Bandera de Loja (Ecuador)]] | Loja          |

## Cultura

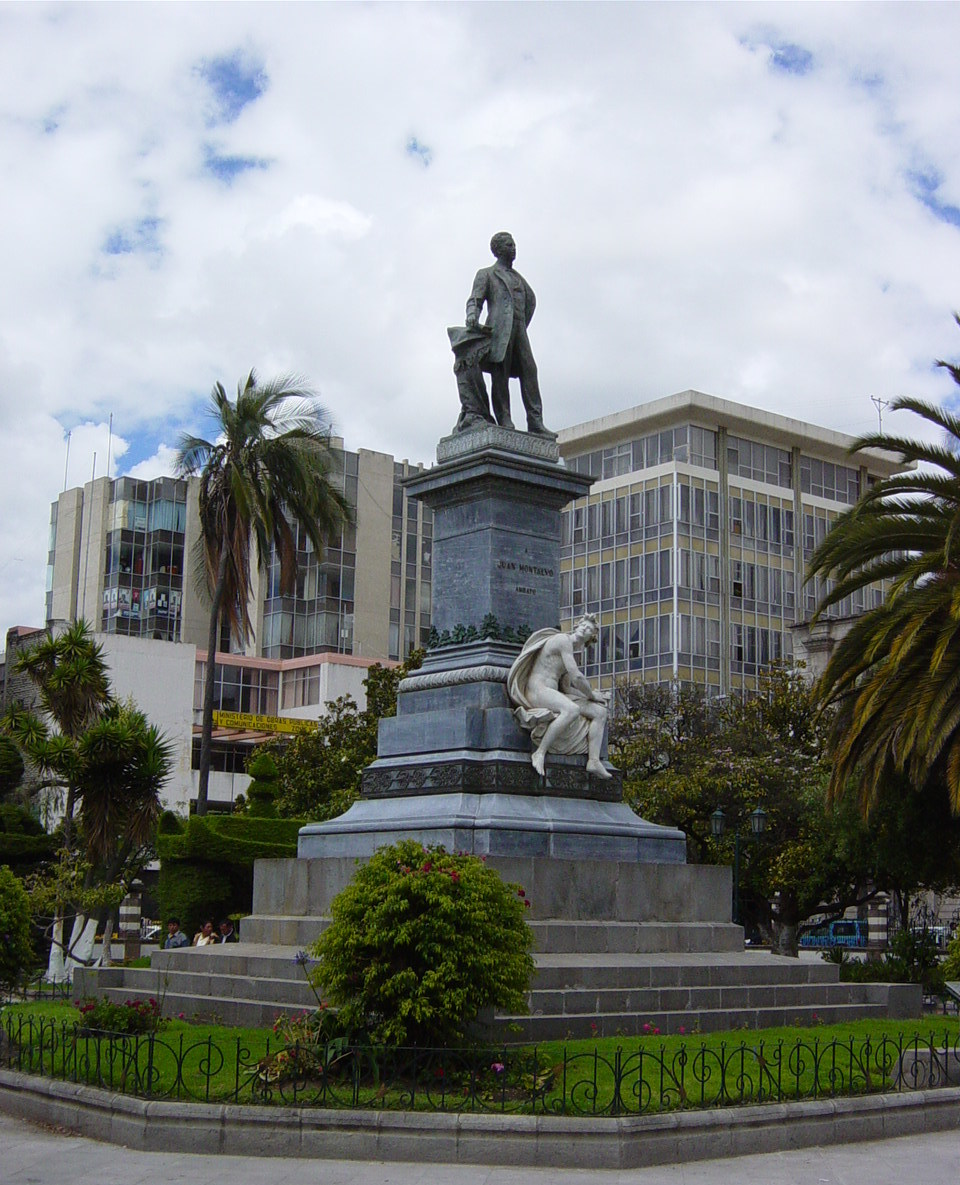
Parque Montalvo con el monumento del mismo

Ambato ha sido cuna de varios hombres ilustres, entre los cuales figuran: Juan Montalvo (ensayista del siglo XIX), Juan León Mera (escritor, analista literario y autor de la letra del Himno Nacional del Ecuador) y Juan Benigno Vela (periodista y político liberal). Por este motivo, se la conoce como la «Cuna de los Tres Juanes». Otros destacados escritores ambateños fueron: Pedro Fermín Cevallos, reconocido por su producción de 6 tomos del «Resumen de la Historia del Ecuador», y Luis A. Martínez, pintor y escritor, entre sus pinturas más famosas podemos mencionar: «El Valle del Shuyo», «Requiem» y «Soledad Eterna» y entre sus trabajos literarios conocidas novelas como: «A la Costa» y «Camino al Oriente».
En la ciudad de Ambato se desarrollan festivales independientes como:
- El Sol de noviembre Festival de Música de Vanguardia, «motor de la escena musical independiente»
- Festival de Creación Visual VFFF «un modelo de creación, distribución y exhibición con herramientas libres».
- Festival de Arte Público GRAFFF «creando espacios dispensadores de felicidad».
- El Pailón festival alternativo en apoyo a la escena independiente nacional.

La Casa de la Cultura Benjamín Carrión núcleo Tungurahua, que tiene su sede principal en Ambato, genera muchos procesos artísticos que forman públicos y fortalecen las Artes dentro de la diversidad de manifestaciones culturales de manera permanente. 

### Arquitectura

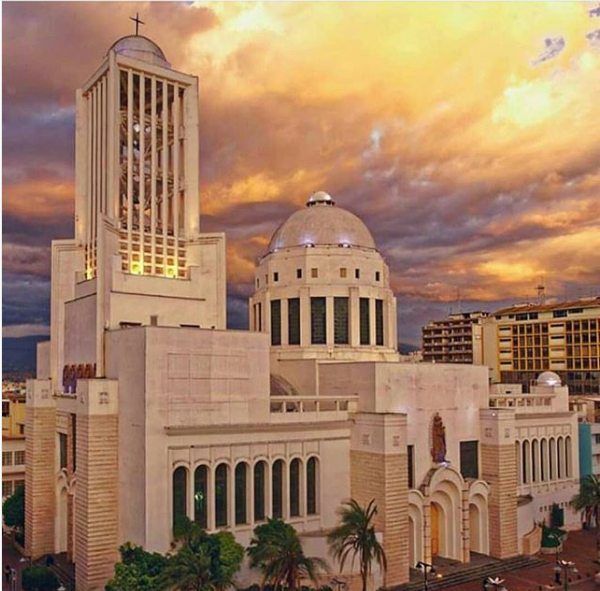
Catedral de Ambato

Las conocidas técnicas constructivas utilizadas durante la colonia española y en la iniciada república del Ecuador, tuvieron un alcance que perduró hasta bien entrado el siglo XX. La construcción tradicional española con materiales como la piedra, el ladrillo, el tapial, el adobe, la madera o la teja, junto a la introducción de sistemas más elásticos, menos rígidos y pesados para dar una mejor respuesta a los continuos movimientos telúricos, fueron una constante en la arquitectura civil y religiosa a lo largo de los siglos coloniales, hasta la introducción de nuevas técnicas y modelos arquitectónicos producto de la recuperación económica del país de finales del siglo XIX, patentes más bien en los grandes edificios administrativos e infraestructuras. La tradicional mano de obra junto a la natural selección de materiales de acuerdo a las zonas geográficas otorgaron a cada ciudad de la sierra ecuatoriana su propia identidad, el carácter de las ciudades coloniales fue, en suma, una consecuencia del sitio natural y de los materiales empleados en su construcción, en esta medida la ciudad de Ambato, a través del uso de la piedra pishilata, de origen volcánico, más liviana y fácil de trabajar, llegó a tener una característica propia, aunque no fue sino hasta finales del siglo XIX e inicios del XX cuando su uso fue generalizado, reemplazando a los tradicionales muros de adobe y tapial, empleándose tanto como material escuadrado para ser enlucido, como también más pulido para dejarlo visto en algunos edificios representativos. 
Su calidad tuvo una respuesta satisfactoria con las conocidas modernizaciones de fachadas, tan común en las ciudades de la sierra a finales del siglo XIX4 , a través de las cuales se integraba una nueva ornamentación a las sencillas fachadas5 ; así como también para la ejecución completa de nuevos edificios6 y de las primeras villas del siglo XX en la estrenada ciudad jardín.
Este cambio permitió a la ciudad de Ambato tener una nueva imagen apenas alterada hasta el terremoto de 1949; el llamado estilo republicano propio de aquella época en la que el país vivió uno de sus mejores momentos, se apropió del centro histórico con el influjo de las corrientes arquitectónicas europeas de ascendiente clásico.

### Gastronomía
Ambato brinda una gran variedad gastronómica, su plato más característico son las tortillas con chorizo (llapingachos), que consta de tortillas de papa, chorizo, huevos fritos y aguacate, destacan también, el caucara, la fritada, guaguamama, chinchulines, el yaguarlocro, el seco de gallina, las afamadas gallinas asadas y el pan de Pinllo, el pan de Ambato es muy conocido en el país desde la época de la colonia por su inigualable sabor muy apreciado en las familias de Quito y Guayaquil, están también las empanadas de viento, y bebidas como la colada morada y el chocolate, en fin, una variedad muy extensa de platos que se pueden degustar en los remodelados mercados y plazas y en otros lugares estratégicamente ubicados en toda la urbe.

### Elementos Culturales
La Fiesta de las Flores y la Frutas y las ferias semanales de los pueblos que están en su jurisdicción, constituyen atractivos turísticos de primer orden. Baños con su santuario y el balneario de aguas termales; Ambato y la belleza de sus ciudadelas, la quinta de Juan León Mera y la casa de Juan Montalvo son asimismo sitios de obligada visita.
Las manifestaciones folclóricas de Tungurahua poseen belleza y connotaciones muy singulares. La comunidad de los Salasacas que se asiente en esta misma provincia destaca porque conservan sus tradicionales costumbres y su vestimenta.
La provincia tienen tradiciones que se remontan a tiempos anteriores a la conquista, con etnias que conservan sus costumbres y atuendos, para desplegarlos con gran belleza en la Fiesta de las Flores y de las Frutas, que se realiza en febrero, el Corso de las Flores y la Alegría de enero, los festivales folklóricos, festivales de danzas, juegos florales, salones internacionales de pintura, la coronación de la reina,  y constantes presentaciones de grupos culturales locales son parte de sus tradiciones.

### La Fiesta de la Fruta y de las Flores

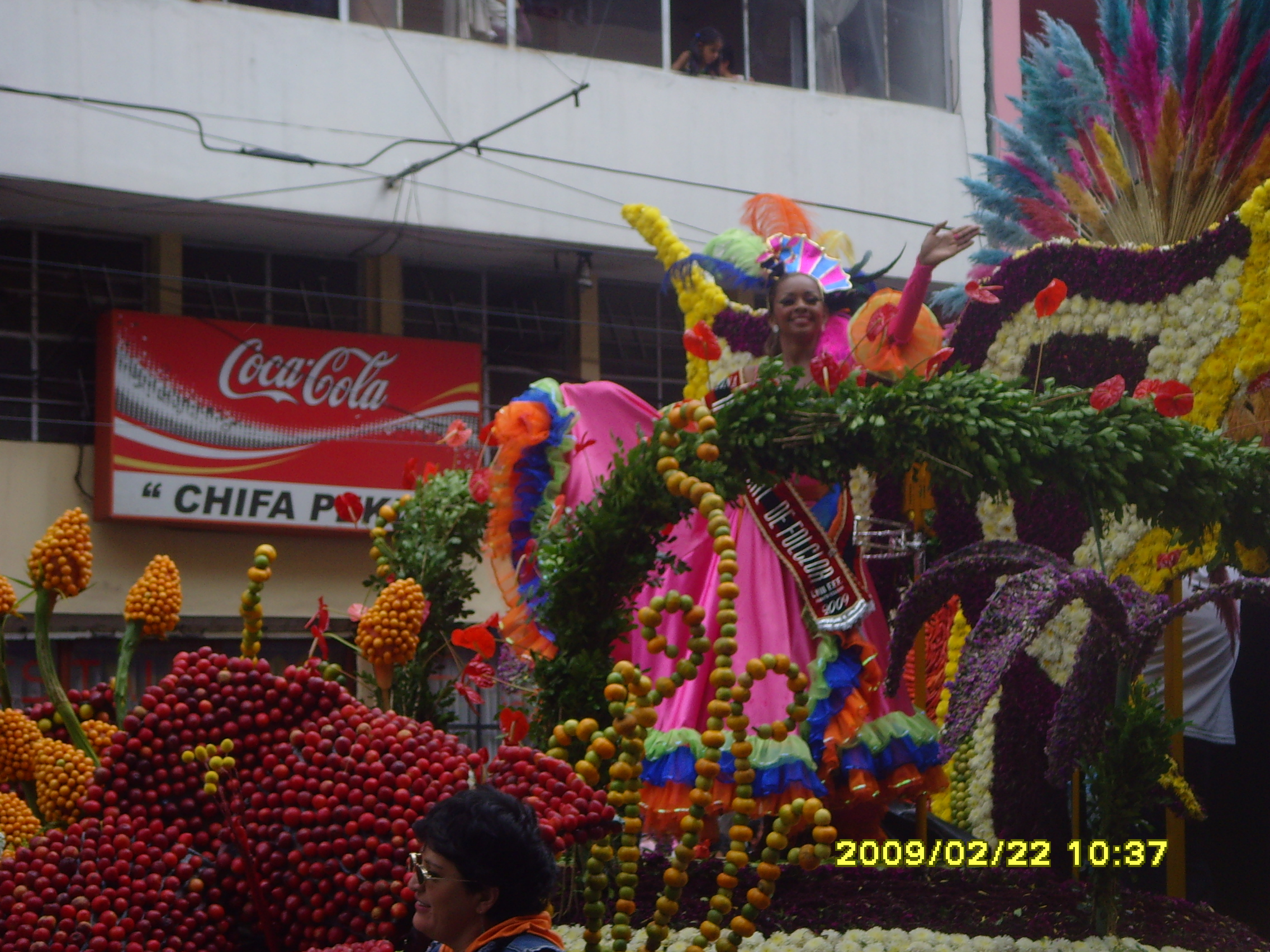
Desfile de la Fiesta de la fruta y de las flores.

La Fiesta de la fruta y de las flores es denominada como una de las más hermosas celebraciones alrededor del país. Esta gran celebración nace como respuesta a la situación en la que quedaron la ciudad y sus habitantes luego del terremoto del 5 de agosto de 1949. La Fiesta fue entonces una manifestación de la voluntad de los ambateños, que aceptando el precio propuesto por la naturaleza a la belleza y fecundidad concedida a estas tierras, se levantaron con fervor y entusiasmo en búsqueda de respuestas tangibles al daño sufrido. Los socios del Centro Agrícola Cantonal fueron el eje principal de la organización de la primera fiesta que se llevó a cabo el 17 de febrero de 1951. Fue en 1962, y mediante Decreto Ejecutivo N. 586, expedido el 18 de abril y publicado en el Registro Oficial N. 136, que el Gobierno Nacional Presidido por el Dr. Carlos Julio Arosemena Monroy, y siendo su Ministro de Gobierno el ilustre ciudadano Ambateño Don Daniel Domínguez, declararon a la FFF, celebración nacional.
La FFF es celebrada 40 días antes de la Semana Santa. La Fiesta consiste en El Pregón de Fiestas donde cientos de niños de diversas escuelas participan en un colorido desfile. La Elección de la Reina de Ambato, La Elección de la Reina Interparroquial, La Bendición del Pan y de las frutas, el Desfile de la Fruta y de las Flores, El Festival del Folclore, Festivales Gastronómicos, Festivales de Música, Conciertos, y por último la Ronda nocturnal. Debe el nombre de la fiesta a la gran producción local frutícola y de pan que coincide con los primeros meses del año.
Miles de turistas nacionales e internacionales visitan Ambato durante las fiestas. El Desfile de la Fruta y de las Flores es uno de los eventos más importantes que se lleva a cabo durante las fiestas. Miles de jóvenes de diferentes planteles educacionales participan con sus bandas de gala y sus comparsas. El desfile se lleva a cabo un día domingo en las calles principales de la ciudad.
Ambato es una ciudad en su mayoría católica, por ello también se celebra el Acto Litúrgico de la «Bendición de las Flores, las Frutas y el Pan» como símbolos de la ciudad, este acto se realiza en el atrio mayor de la catedral, y presentan también diferentes temas y/o representaciones de la actualidad en el mundo en torno al aspecto cristiano, estas representaciones suelen ser hechas con Flores, Frutas y Pan la cual se exhibe hasta el final de las fiestas, sus dimensiones aproximadas son de 7 m de ancho por 5 de alto.
La Ronda Nocturnal se lleva a cabo de noche, los carros alegóricos son decorados con flores, frutas y pan. Las Reinas desfilan en sus hermosos carros alegóricos. Las comparsas son llenas de colorido y de música. También se organizan eventos musicales en la ciudad, además de gran cantidad de fiestas y bailes populares como La Pera Madura y La Rondalia Ambateña que se realizan en la avenida Bolivariana.
Adicionalmente, desde el año 2010 el Colectivo Central Dogma organiza el Festival de Música Independiente y de Vanguardia FFF (Festival FFF), que se ha seguido realizando con gran acogida e ininterrumpidamente desde esa fecha, y se caracteriza por invitar a bandas de música de todos los estilos, nacionales y extranjeras, lo cual causa mucha expectativa y aceptación entre el público que se da cita a la fiesta mayor de los ambateños.
Cabe recalcar que en la ciudad de Ambato, que tiene un alto nivel cultural, se han prohibido los juegos con agua, harina, huevos y otros productos característicos del carnaval, que en otras poblaciones vecinas «juegan», invadiendo el espacio personal del turista. De esta manera busca culturizar de una manera en la que propios y extraños gocen de una verdadera fiesta entre frutas y pan.

## Economía

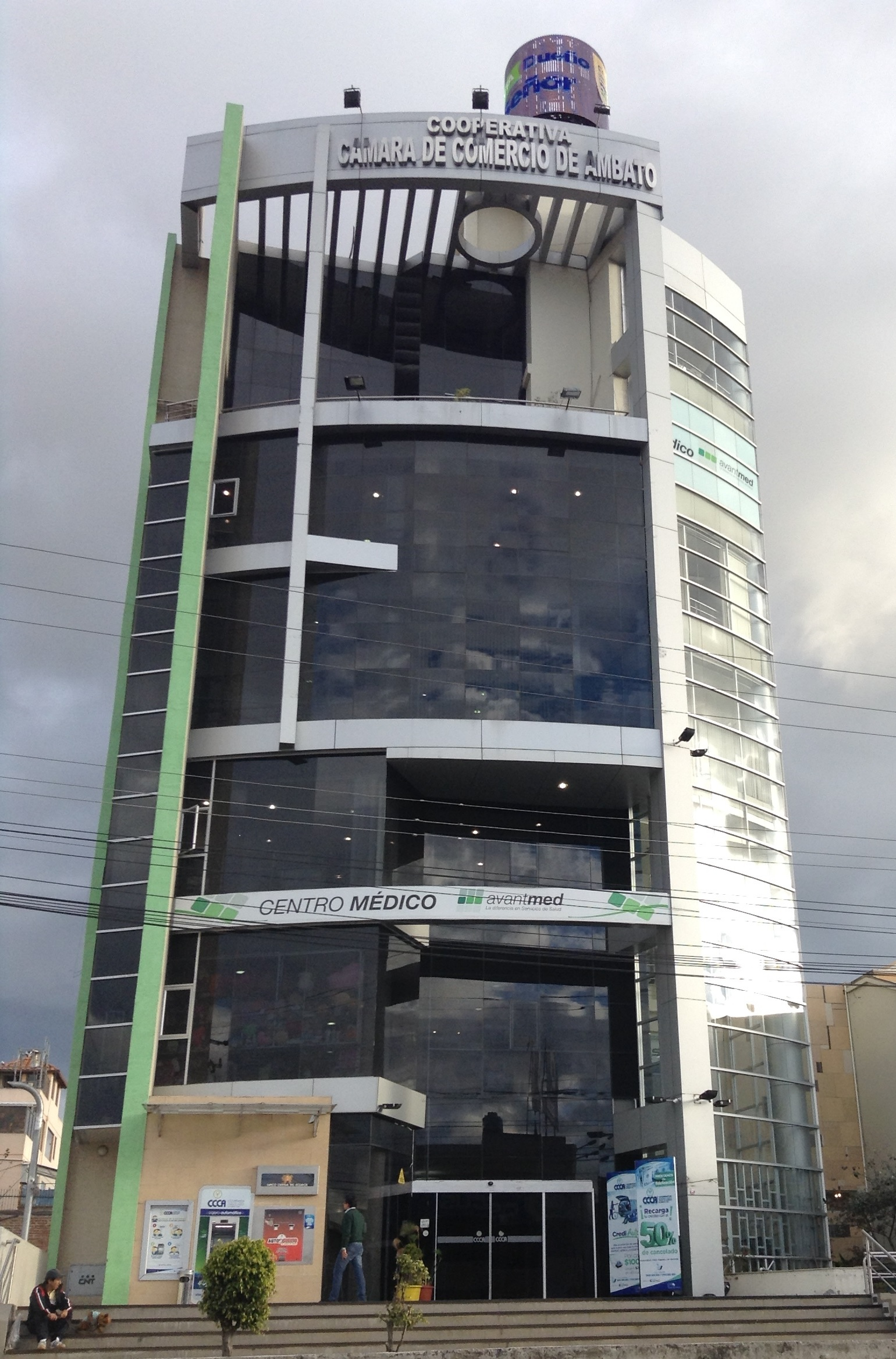
Edificio de la COAC de la Cámara de Comercio de Ambato.

Ambato es la cuarta ciudad que más aporta al PIB del Ecuador. Es poseedora de un motor industrial y comercial de gran importancia para la economía del centro del país y del Ecuador, gracias a las industrias predominantes que se encuentran en la ciudad. Cuenta con el principal centro de acopio en el país en lo que se refiere a alimentos, ya que cuenta con el Mercado Mayorista, con un área útil actual de 118.383 m², de este centro se distribuye al resto de mercados minoristas de la ciudad, provincia, y en casi su totalidad a la Amazonia.
Aquí se encuentra el CEPIA, Corporación de Empresas del Parque Industrial Ambato, con un área total de 659.389,49 m². Con un sector industrial principalmente enfocado a: textiles - alimentos - construcción - curtiembres - carrocerías - plantas de caucho - poliuretano - madera - plásticos - confección - químicos - botas de caucho - balanceados - reencauche - comercializadoras, etc.
Se dedican primordialmente a la curtiduría, es así como en la ciudad se encuentra la fábrica de calzado más grande del país y una de las más importantes de la región. Otro sector industrial que tiene su sede en Ambato es el de la industria metal-mecánica dedicada a la manufactura de vehículos de transporte masivo. Otras industrias que son vitales para el desarrollo industrial de la ciudad son la industria textil, alimenticia, del vidrio, automotriz, entre otras. La banca también considera a Ambato una zona clave para abrir sucursales y agencias debido al comercio de la ciudad: la gran mayoría de bancos y aseguradoras del Ecuador tienen su sede en Ambato, además las cooperativas de ahorro y crédito más grandes del país tienen su matriz en la ciudad, así como las más grandes financieras del Ecuador.
Ambato es pionero en la sierra centro en tema de construcción de centros comerciales de gran tamaño más conocidos como mall o centro comercial, dos de las corporaciones más reconocidas en el país están presente en la ciudad como son La Favorita y El Rosado con dos y un centro comercial respectivamente; en este contexto cuenta con dos de los centros comerciales más grande de la región centro del país. «Mall de los Andes», inaugurado en 2005 está ubicado en el sur de la urbe sobre la Av. Atahualpa. «Paseo Shopping Ambato», inaugurado en 2019, está ubicado en el occidente de la ciudad, en la Av. Manuelita Sáenz. «Multiplaza Tungurahua», inaugurado en 2013 está ubicada al norte de la ciudad sobre la Av. González Suárez. «Plaza Coral Ambato», inaugurado en 2023 está ubicado al norte de la ciudad sobre la Av. Las Américas. Finalmente quizá uno de los primeros centros comerciales de la ciudad y la región «Centro Comercial Caracol» inaugurado en la década de los 70 ubicado en el noroccidente de Ambato sobre la Av. Los Guaytambos. Estos son los principales centros comerciales que han impulsado la economía y el comercio de la ciudad a través de los años, junto con ellos están otros almacenes de renombre en el país como  Supermaxi, Akí, Gran Akí, Super Akí, Tía, Santa María entre otros.
Entre diciembre y abril, Ambato produce una gran cantidad de fruta, por tener un clima muy apto para variedades como las claudias(ciruelas), peras, manzanas, duraznos, abridores (melocotones), capulí, neptarinos, babacos, mora, fresa, entre otros. Es muy apreciada la producción del pan, razones por las cuales se la llama la tierra de las frutas y el pan. Tierra muy fértil que ostenta este título y que propios y extraños pueden disfrutar en sus diferentes parques, quintas y panaderías. El calzado también ha distinguido a Ambato teniendo una importante producción. Últimamente el moderado proceso eruptivo del volcán Tungurahua ha reactivado el sector turístico dado el interés por su avistamiento, con una repercusión mayor en la cercana ciudad de Baños contigua al volcán. Luego de una de las más fuertes erupciones del volcán Tungurahua en el año 2006, comerciantes ambateños salían a recoger las piedras arrojadas por el volcán y venderlas en el parque Cevallos

## Sociedad

### Diversidad sexual
La diversidad sexual en Ambato engloba las distintas manifestaciones de sexualidad y género de las poblaciones LGBT que han habitado la ciudad ecuatoriana de Ambato a lo largo de su historia. De acuerdo con el Censo de Población y Vivienda de Ecuador de 2022, Ambato se ubica en la quinta posición de entre las ciudades del país con mayor cantidad de personas abiertamente identificadas como LGBT.
Ambato ha sido tradicionalmente considerada una ciudad conservadora, por lo que las personas pertenecientes a la diversidad sexual sufrían marginación y dificultades para articularse hasta principios del siglo XXI. Desde entonces, la aceptación hacia las personas LGBT ha aumentado de forma considerable, aunque siguen existiendo casos de discriminación. La ciudad se ha convertido además en escenario anual de numerosos eventos culturales, de visibilización y activismo centrados en las poblaciones LGBT, entre los que se destacan una semana de la diversidad durante junio que incluye una marcha del orgullo, un festival de cine, espectáculos de transformismo, obras teatrales y certámenes de belleza.

## Deporte

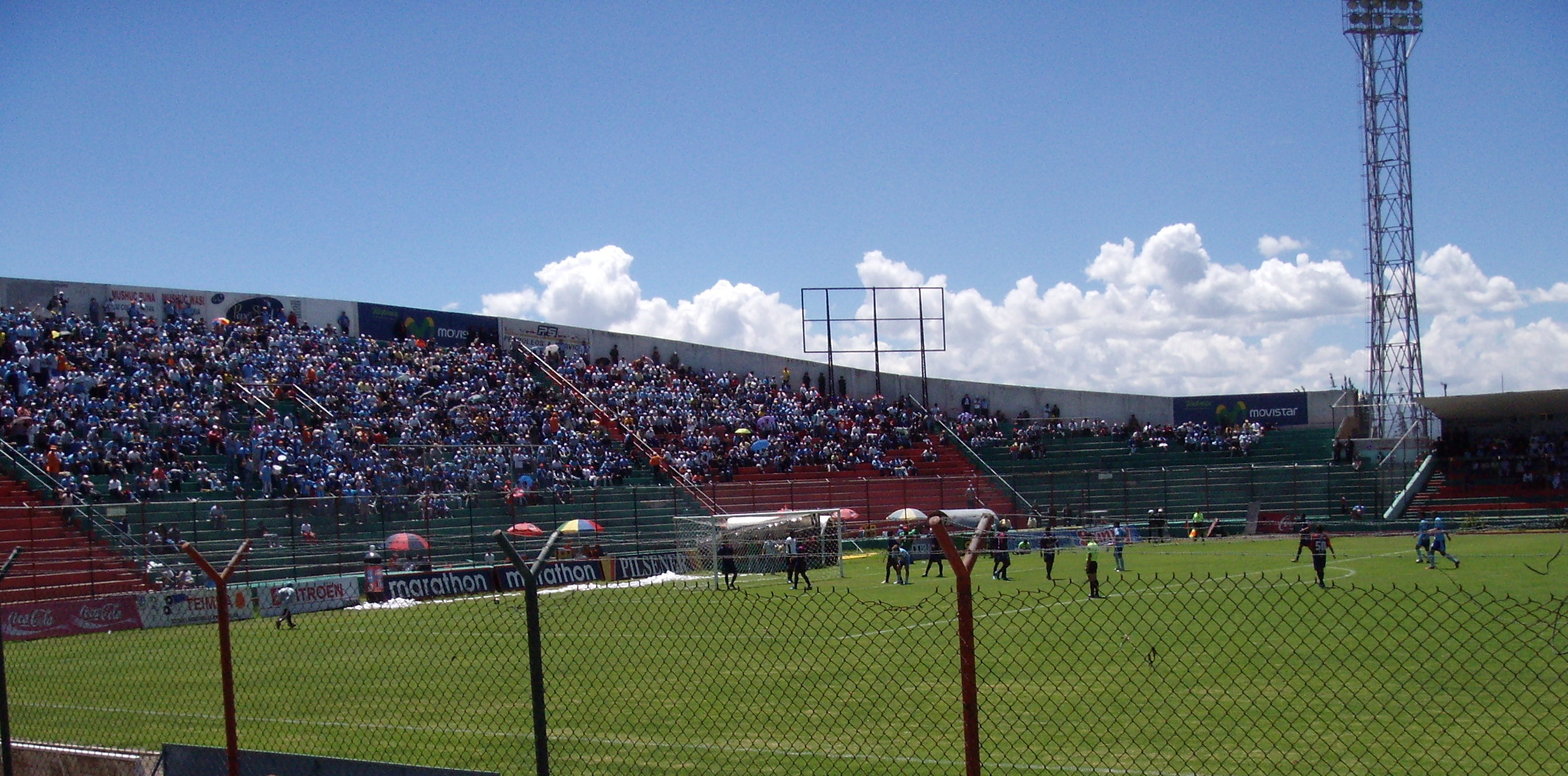
Estadio Bellavista, principal escenario deportivo de la ciudad.

La Federación Deportiva de Tungurahua es el organismo rector del deporte en toda la Provincia de Tungurahua y por ende en Ambato se ejerce su autoridad de control. La ciudad está dotada de una red de completos polideportivos públicos que, sumados a los centros privados, facilitan la práctica del ejercicio físico, esto junto con el clima, hace de Ambato una de las ciudades ecuatorianas con más practicantes de deporte. 
Como principal escenario deportivo la ciudad de Ambato cuenta con el Estadio Bellavista, casa de los tres equipos de fútbol profesional locales: El Club Deportivo Macará, en la actualidad es considerado Ídolo de la Ciudad, en 80 años tiene en su haber participaciones internacionales en las fases preliminares de Copa Libertadores 2018 y Copa Sudamericana 2019 sin clasificar a la fase de grupos en ninguna de ellas, teniendo una gran historia e hinchada considerada la más numerosa de Ambato. Además hacen de local en este escenario deportivo  el Club Técnico Universitario, quien es el ùnico que ha logrado llegar dos veces a disputar el título de Campeón en 1978 y 1980, además de participar en calidad de vicecampeón  en las ediciones de Copa Libertadores 1979 y 1981 jugando en Uruguay y Bolivia de igual forma en la Copa Conmebol 1997 a la cual accedió eliminando a Barcelona. El tercer equipo es Mushuc Runa, conocido por sus raíces indígenas.
El Estadio Bellavista de Ambato también fue sede de la Copa América 1993 realizada en Ecuador, albergando partidos del Grupo A con las selecciones nacionales de Estados Unidos, Uruguay y Venezuela.
En el año 2001, la ciudad de Ambato fue sede de los Juegos Bolivarianos, evento deportivo continental para el cual se realizaron importantes obras de infraestructura al sur de la ciudad.
El coliseo Cerrado de Deportes es otro de los escenarios destacables de la ciudad, destinado principalmente para el baloncesto. El polideportivo y el Estadio Alterno son entre otros importantes lugares apropiados para los diferentes escenarios deportivos a realizarse.
| 1 | Club Deportivo Macará      | Bellavista       | 0 | 5 |
| 2 | Mushuc Runa Sporting Club  | Mushuc Runa COAC | 0 | 1 |
| 3 | Club Técnico Universitario | Bellavista       | 0 | 6 |

| Predecesor: Barquisimeto | Ciudad Bolivariana 1965 (Junto a Cuenca y Portoviejo) | Sucesor: Maracaibo         |
| Predecesor: Arequipa     | Ciudad Bolivariana 2001                               | Sucesor: Armenia y Pereira |

## Ciudades hermanadas
|                           | País           |  | Ciudad           |  | Entidad subnacional             |
| ------------------------- | -------------- |  | ---------------- |  | ------------------------------- |
| Bandera de Alemania       | Alemania       |  | Luisburgo        |  | Baden-Wurtemberg                |
| Bandera de Bolivia        | Bolivia        |  | Sucre            |  | Departamento de Chuquisaca      |
| Bandera de Chile          | Chile          |  | Antofagasta      |  | Región de Antofagasta           |
| Bandera de Colombia       | Colombia       |  | Santiago de Cali |  | Valle del Cauca                 |
| Bandera de España         | España         |  | Santa Fe         |  | Andalucía                       |
| Bandera de Estados Unidos | Estados Unidos |  | Winchester       |  | Virginia                        |
| Bandera de México         | México         |  | Xalapa-Enríquez  |  | Veracruz de Ignacio de la Llave |
| Bandera de Perú           | Perú           |  | Tacna            |  | Departamento de Tacna           |